# La Bosse des maths
Pour les articles homonymes, voir Bosse des maths.
La Bosse des maths est une série de logiciels éducatifs développés et édités par Coktel Vision sur Thomson TO8, Amiga, Atari ST et DOS. C'est la première gamme consacrée aux mathématiques : elle comprend des exercices pour les élèves de la 6e à la 3e (classes du collège en France, généralement de 11-12 ans à 14-15 ans — du début de la sixième à la fin de la troisième —).
Pour la première fois, l'apprentissage par le jeu est utilisé auprès d'un public de collégiens. Le succès de cette gamme a conduit le studio Coktel Vision à créer un concept pédagogique fort, nommé ADI (Accompagnement Didacticiel Intelligent), qui va connaître en Europe un succès retentissant.

## Synopsis
Le logiciel est basé sur l'histoire de Jo, le dromadaire qui a perdu sa bosse, la bosse des maths. Pour lui rendre sa bosse, l'utilisateur doit réussir un certain nombre d'exercices.

## La Bosse des maths6e

### Équipe de développement
- Conception et graphisme : Philippe Truca
- Documentation : Didier Briot
- Réalisation : Muriel Tramis

## La Bosse des maths5e

### Thèmes
- Calculs décimaux
- puissance dans D
- Calculs relatifs
- Fractions

### Équipe de développement
- Conception et graphisme : Philippe Truca
- Documentation : Patrick et Olivier [Qui ?]
- Réalisation : Muriel Tramis

## La Bosse des maths3e

### Thèmes
- Travaux géométriques : vecteurs, du côté de Pythagore, équations de droites.
- Travaux numériques : racines carrées, identités remarquables, résolutions d'équations.
- Gestion de données : algorithmes, statistiques, proportionnalités.

### Équipe de développement
- Conception et graphisme : Philippe Truca
- Documentation : Raphael Games
- Réalisation : Muriel Tramis